# デジタルロック
デジタルロック（Digital Rock）とは、ロック音楽のジャンルの1つ。略称で「デジロック」とも言う。デジタルと融合させたロックを呼ぶために用いられた造語。日本でのみ通用･呼称された「デジロック」は、しばしばテクノ的なアプローチが強いロックも、逆にロック的なアプローチが強いテクノも全てくくれる「音楽業界的に」便利な言葉として使用されたため、同時期に流行したトリップホップやドラムンベース、インダストリアルにカテゴライズされるべきアーティストさえも「デジロック」と一括りにされることが多々あった。ロックと電子音楽を融合させたジャンルとしてはエレクトロニック・ロックもある。

## 歴史
90年代に日本の音楽誌上で流行した用語である。その後2000年代に主流になったとされる。
海外と日本ではイメージされるものが違うので注意が必要である。イギリスではデジタルロックとはジーザス・ジョーンズのオリジナル・ジャンルととらえられることが多い。
日本では、デジタル・シンセサイザーが奏でるユーロビートというリズムパートにヘヴィーなギターサウンドを散りばめた『Get Wild』（TM NETWORKの楽曲）がそのスタートとなっている。ユーロビートそのものは80年代に流行していたポップの一ジャンルでありもともとロックとはみなされていなかったが、TM NETWORKがそれにギターサウンドを融合させたことにより新しいロックのジャンルが出来上がった。もっとも1987年当時はデジタルロックという言葉はあまり使われず、ダンス・ビートという呼称が使われていた。TM自体は、「（FUNK+PUNK+FANSで）FANKS」と名乗っていた。
PENICILLINのギタリスト千聖は1996年に、ソロで「DANCE WITH THE WILD THINGS」という曲を発表しているが、当時は「デジロックなんて言葉無かった」と述べている。
デジタルロックはそのノリのよさからアニメ主題歌に起用されることが多く、現在ではアキシブ系とともにアニメソング界の主要なジャンルとなっている。

## 主なバンドやアーティスト
デジタルロックとして挙げられる主なバンド、アーティストには、
- TM NETWORK
- 布袋寅泰
- T.M.Revolution
- access
- BUCK-TICK
- globe
- PENICILLINギタリスト千聖
- 川田まみ[5]
- MELL[6]
- I've[7]
- 茅原実里[8]
- 橋本みゆき
- 原田ひとみ[9]
- KOTOKO[10]
- 黒崎真音[11]
- 島みやえい子
- fripSide[12]
- RAISE A SUILEN[13]
- MYTH & ROID[14]
- 前島麻由
- UVERworld
- MIYAVI[15]

等がある。